# Якуб, Сухейла
Сухейла Якуб (фр. Souheila Yacoub; род. 29 июня 1992, Женева) — швейцарская актриса, театральный деятель, бывшая гимнастка и победительница конкурса «Мисс Романская Швейцария 2012».

## Жизнь и карьера
Якуб родилась в Женеве в семье тунисца и фламандки. У неё есть сестра.
Якуб посещала Высшую федеральную школу спорта Маколена и в подростковом возрасте присоединилась к национальной сборной Швейцарии по художественной гимнастике, участвуя в чемпионатах мира по художественной гимнастике 2009 и 2010 годов. Она бросила школу в 16 лет, чтобы сосредоточиться на гимнастике. Когда команда не прошла квалификацию на Олимпийские игры, Якуб ушла из спорта. Хотя она официально не давала показаний против тренеров в 2021 году на фоне обвинений в злоупотреблениях полномочиями, она поддержала заявления своих бывших товарищей по команде и рассказала ряд историй о поведении тренеров, например ограничениях рациона питания спортсменов.
Якуб вернулась домой, она не знала, чем заняться в дальнейшем, её сестра предложила подать заявку на участие в конкурсе «Мисс Романская Швейцария». Якуб также записалась на местные курсы танцев и актёрского мастерства. После победы на конкурсе «Мисс Романская Швейцария 2012» ей предложили стипендию на трехлетнюю программу обучения в Париже на Курсах Флоран. Далее она обучалась в Консерватории драматического искусства.
Якуб дебютировала на телевидении в мыльной опере France 3 «Жизнь прекрасна», снявшись для шести эпизодов. Окончив Курсы Флорана, Якуб получила свою первую крупную театральную роль на парижской сцене — Вахиды в пьесе Ваджди Муавада «Tous des oiseaux» в Национальном театре де ла Коллин. Затем она снялась в фильме ужасов Гаспара Ноэ «Экстаз (фильм, 2018)» 2018 года и мини-сериале Canal+ «Дикари» 2019 года.
В 2020 году Якуб появилась в многоязычном военном драматическом сериале международного совместного производства «Ничья земля». Она снялась в черно-белом фильме Филиппа Гарреля «Соль слёз», премьера которого состоялась на 70-м Берлинском международном кинофестивале, а также в фильмах «Между волнами» и «Светлое завтра» в 2021 году.
Якуб — основатель театральной компании 23h59.

## Фильмография

### Фильмы
| Год  | Название                             | Роль        | Примечания                                                          |
| ---- | ------------------------------------ | ----------- | ------------------------------------------------------------------- |
| 2018 | Экстаз                               | Лу          |                                                                     |
| 2018 | Голодный                             | Ева         |                                                                     |
| 2020 | Соль слёз                            | Бетси       |                                                                     |
| 2021 | Между волнами (фр. Entre les vagues) | Марго       |                                                                     |
| 2021 | Светлое завтра (фр. De bas étage)    | Сара        |                                                                     |
| 2022 | Шагни вперед                         | Сабрина     |                                                                     |
| 2023 | Создание                             | Надя / Удия |                                                                     |
| 2024 | Дюна: Часть вторая                   | Шишакли     |                                                                     |
| 2024 | Планета Б                            | Нур         | номинация премии «Сезар» как самой многообещающей актрисе, 2025 год |
| 2024 | Женщины с балкона                    | Руби        |                                                                     |
| 2025 | Сын плотника                         |             |                                                                     |

### Телевидение
| Год  | Название                 | Роль        | Примечания   |
| ---- | ------------------------ | ----------- | ------------ |
| 2016 | Жизнь прекрасна (сериал) | Айша        | 6 эпизодов   |
| 2019 | Дикари                   | Жасмин      | мини-сериал  |
| 2020 | Ничейная земля           | Сарья Доган | главная роль |